# Liste österreichischer Zeitungen und Zeitschriften
In Österreich erscheinen folgende Zeitungen und Zeitschriften.

## Gegenwärtige Zeitungen und Zeitschriften

### Tageszeitungen
| Zeitungstitel (Website)                                 | Gründung    | Eigentümer | Druck- auflage | Reich- weite | Unique Visits | Seiten- abrufe |
| ------------------------------------------------------- | ----------- | --- | -------------- | ------------ | ------------- | -------------- |
| Der Standard                                            | 1988        | Standard Verlagsgesellschaft mbH. (98,2 % Bronner Familien-Privatstiftung und Oscar Bronner; 1,8 % Mitarbeiter)                                                                                           | 77.327         | 6,8 %        | 55.031.057    | 207.677.640    |
| Die Presse                                              | 1848        | Die Presse Verlagsgesellschaft mbH. & Co.KG (100 % Styria Media Group AG) | 74.408         | 4,1 %        | 9.518.654     | 21.043.714     |
| Heute                                                   | 2004        | AHVV Verlags GmbH (74 % Pluto Privatstiftung zu Gunsten der Herausgeberin Eva Dichands und ihrer Kinder und 26 % Periodika Privatstiftung)                                                                | 605.526        | 11,6 %       | 41.006.019    | 117.731.188    |
| Kleine Zeitung                                          | 1904        | Kleine Zeitung GmbH. & Co. KG (100 % Styria Media Group AG) | 288.382        | 10,2 %       | 17.205.025    | 92.348.201     |
| Kronen Zeitung                                          | 1959 (1900) | KRONE – Verlag GmbH & Co. KG (50 % Funke Mediengruppe, 50 % Familie Dichand) | 817.068        | 25,9 %       | 58.562.820    | 197.379.541    |
| Kurier                                                  | 1945        | Kurier-Zeitungsverlag und Druckerei GmbH. (50,49 % Raiffeisen-Konzern, 49,41 % Funke Mediengruppe, 0,10 % Kleinaktionäre)                                                                                 | 161.246        | 6,9 %        | 37.200.400    | 77.102.111     |
| Neue Vorarlberger Tageszeitung                          | 1972        | Russmedia Verlag GmbH (99 % EAR Privatstiftung Familie Russ, 1 % Eugen A. Russ) | 11.148         | 0,3 %        | n. a.         | n. a.          |
| Oberösterreichisches Volksblatt (eingestellt Ende 2024) | 1869        | Oberösterreichische Media Data Vertriebs- und Verlags GmbH. (100 % ÖVP Oberösterreich) | n. a.          | n. a.        | n. a.         | n. a.          |
| Oberösterreichische Nachrichten                         | 1945        | J. Wimmer GmbH. & Co. K G (94,1 % Cuturi Privatstiftung, je rund 1 % Herausgeber Rudolf A. Cuturi und seine fünf Söhne)                                                                                   | 129.693        | 4,7 %        | 13.635.989    | 38.851.593     |
| Österreich                                              | 2006        | Mediengruppe Österreich GmbH. (rund 62 % Wolfgang Fellner Privatstiftung, Rest: Fritz Fellner Privatstiftung und Christoph Leon)                                                                          | 440.596        | 8,5 %        | 24.694.515    | 166.157.361    |
| Salzburger Nachrichten                                  | 1945        | Salzburger Nachrichten Medien G m.b.H. & Co. KG (100 % MAMDa Beteiligungs GmbH, davon 60 % im Eigentum von Mag. (FH) Maximilian Dasch und zu je 20 % Mag. (FH) Alexandra Dasch und Michaela Dasch MSc BA) | 78.915         | 3,7 %        | 12.577.942    | 53.706.271     |
| Tiroler Tageszeitung                                    | 1946        | Moser Holding AG (Eigentümer: 75,01 % JS Moser Medienholding GmbH. und 24,99 % Bank für Tirol und Vorarlberg)                                                                                             | 94.683         | 3,1 %        | 14.079.601    | 47.908.921     |
| Vorarlberger Nachrichten                                | 1945        | Russmedia Verlag GmbH (99 % EAR Privatstiftung Familie Russ, 1 % Eugen A. Russ) | 60.239         | 1,9 %        | 24.188.923    | 109.226.114    |

Reichweite laut Österreichischer Media-Analyse MA 19/20 – Tageszeitungen Total (in Prozent der ab 14-jährigen Bevölkerung), sofern sie von ihr erfasst werden. Die Auflagenzahlen beziehen sich, soweit vorhanden, auf die in der Österreichischen Auflagenkontrolle 2017 als Druckauflage angeführten Jahresdurchschnittswerte. Visits und Seitenabrufe gemäß Österreichischer Webanalyse (ÖWA) vom Jänner 2020, bei Österreich und der Wiener Zeitung handelt es sich um die Zahlen für Dachangebote.

### Wochenzeitungen
Österreichische Wochenzeitungen und ihr Erscheinungsgebiet:
überregional
- Börsen-Kurier
- Falter (Wien, Steiermark)
- Die Furche
- Medianet
- Die ganze Woche

regional
- Kufsteinblick
- Bezirksblätter (in Niederösterreich, Burgenland, Salzburg und Tirol)
- WOCHE (in der Steiermark und in Kärnten)
- bz-Wiener Bezirkszeitung
- Badener Zeitung
- Tips (Wochenzeitung mit 18 Regionalausgaben in Oberösterreich)
- Ischler Woche – Wochenzeitung für das Innere Salzkammergut (Salzkammergut in Oberösterreich, Ausseerland in der Steiermark, Wolfgangsee-Region im Land Salzburg)
- BezirksRundSchau Oberösterreich
- Sportzeitung (Kärnten)
- Regionalzeitung (Vorarlberg)
- Burgenländische Volkszeitung
  - Eisenstadt
  - Güssing/Jennersdorf
  - Mattersburg
  - Neusiedl
  - Oberpullendorf
  - Oberwart
- Niederösterreichische Nachrichten
  - Amstetten
  - Baden
  - Bruck an der Leitha
  - Erlauftal
  - Gänserndorf
  - Gmünd
  - Haag/St. Valentin
  - Herzogenburg/Traismauer
  - Hollabrunn
  - Horn
  - Klosterneuburg
  - Korneuburg
  - Krems
  - Lilienfeld
  - Melk
  - Mistelbach
  - Mödling
  - Neunkirchen
  - Pielachtal
  - Purkersdorf
  - Sankt Pölten
  - Schwechat
  - Tulln
  - Waidhofen an der Thaya
  - Wiener Neustadt
  - Wienerwald
  - Ybbstal
  - Zwettl
- Alpenpost (Salzkammergut, alle zwei Wochen)
- Badener Rundschau
- Schwarzataler Bezirksbote
- derGrazer – 1987 von Rudolf Hinterleitner mitbegründet als „Der Grazer“ donnerstags gratis; zwischenzeitlich „der Neue Grazer“; ab 2007 als Solomedium zur Regionalmedien Austria AG gehörig, sonntags gratis in Graz vor der Wohnungstür
- derSteirer – ging parallel aus der Neue Grazer hervor und parallel entwickelt, gratis in Graz-Umgebung
- Grazer Woche – als Ringmedium zur Regionalmedien Austria AG (RMA) gehörig, mittwochs gratis; eine der Regionalausgaben von Woche Steiermark
- Woche Kärnten – Ringmedium der RMA, 9 Regionalausgaben
- Der Ennstaler
- EnnsSeiten
- Osttiroler Bote
- Wann&Wo (Vorarlberg)
- Wohin… in Wien (Wien)
- Unterkärntner Nachrichten (Kärnten)
- Rosentaler Kurier (Kärnten)
- Obersteirische Rundschau
- Zillertal-Zeitung

### Monatlich und in längeren Abständen erscheinende Zeitungen
regional
- Malmoe (Wien)
- Amtliche Linzer Zeitung
- Veldner Zeitung
- Regionalnachrichten Salzkammergut
- VORchdorfer Tipp (Almtal, Salzkammergut, OÖ)[7]
- Mariatrosterbote (Graz)
- Wohnpark Alterlaa Zeitung – WAZ (nur Wohnpark Alterlaa)
- Ursache&Wirkung (Wien)
- Journal Graz
- Kulturzeitung 80 (Steiermark)
- Habibe (Wien)
- SCHICK-Magazin[8]
- The Vienna Review (Wien)
- Der Tagesbote (gesamt Österreich)
- ASVÖ Oberösterreich (gesamt Österreich)
- Familie Rockt! (Wien)
- Die Monatliche (Wels)
- MedienManager (gesamt Österreich)

### Zeitschriften und Magazine

#### Österreichweit
österreichweit erscheinende Zeitschriften, geordnet nach Erscheinungshäufigkeit:
wöchentlich
- Trend
- NEWS
- Profil
- T.A.I.
- Der Tagesbote
- Die ganze Woche
- Forbes Austria
- TV-Media
- Zur Zeit
- Die Zeit (deutsche Wochenzeitung, seit November 2005 mit Österreich-Seiten)
- Madonna
- Madonna Society
- Wohnen
- Motorradmagazin
- Reisemagazin

zweiwöchentlich
- Computerwelt
- Weekend Magazin (bundeslandspezifische Regionalisierungen)
- woman

monatlich
- an.schläge, das feministische Magazin

- Autorevue
- Alles Auto
- auto touring
- Ballesterer
- Bühne
- Cool Jugendmagazin
- Das österreichische Gesundheitswesen
- Das Österreichische Industriemagazin
- Datum – Seiten der Zeit
- Der Pragmaticus
- Diva (9× jährlich)
- DOT. magazine (8× jährlich)
- Drahtesel, Zeitschrift der RADLOBBY Österreich, ehemals ARGUS (Verkehrsverein)
- e-media
- FOTOobjektiv Österreichs Fachmagazin für Fotografie und Imaging
- Gewinn
- Golfrevue
- Immobilien Magazin
- Konsument
- miss
- moments
- MOTOMAG (Motorradmagazin)
- ORF nachlese
- Prost (6× pro Jahr)
- Phoenix
- Partysan Österreich
- Ray
- Report
- Servus in Stadt & Land
- SportAs (Sportmagazin)
- Sportmagazin
- Südwind-Magazin
- The Gap (Popkultur)
- Volksstimme
- VOR Magazin
- Wien live – Das Stadtmagazin
- Wiener
- Wienerin
- Yachtrevue

zweimonatlich
- Bergauf – Das Mitgliedermagazin des Oesterreichischen Alpenvereins (5× pro Jahr)
- Bergwelten
- Familie Rockt (Elternmagazin)
- Kochen & Küche - Das österreichische Kochmagazin
- Musikpost - Das österreichische Musikmagazin
- SPORTaktiv
- Terra Mater Magazin
- ÖMM Österreichisches Musik Magazin (wurde eingestellt)
- UNIpress Innsbruck

vierteljährlich
- brennstoff
- UNIMAG (Zeitschrift)
- XING Magazin (Zeitschrift)
- ORIGINAL Zeit für Lebenskultur (Magazin)
- proZukunft (Rezensionsmagazin zu Zukunfts- und Trendforschung)
- METROPOLE - Vienna in English (englischsprachiges Magazin)
- TIPI – Magazin für die Familie (Magazin)
- Signature Magazin

#### Regional
wöchentlich
- Echo
  - Tirol
  - Vorarlberg
  - Salzburg
- WM (Steiermark, Kärnten, Burgenland)

zweiwöchentlich
- Wiener Bezirksblatt

monatlich oder längere Abstände
- advantage (Kärnten)
- deScripto (Wien, Südosteuropa)
- l)inzider Stadtmagazin (Linz)
- Paradox (Österreich)
- Pride (Linz)

#### International und zweisprachig
dritteljährlich
- Cultura Latina - Magazin für Kultur, Integration und spanische Sprache in Österreich, Deutsch/Spanisch

- CREATIVE AUSTRIA (Magazin über österreichische zeitgenössische Kunst und Kultur, Englisch/Deutsch, seit 2007)[9]

### Spezialzeitungen
Pädagogische Zeitungen
- Zeitschrift Elise (Wien, Österreich Ausgabe, erschien halbjährlich)[10]

Kirchenzeitungen (erscheinen wöchentlich)
- Rupertusblatt (Salzburg)
- Kirche bunt (St. Pölten)
- Kirchenzeitung der Diözese Linz (Oberösterreich)
- martinus Kirchenzeitung der Diözese Eisenstadt
- Wiener Kirchenzeitung heißt seit 26. November 2004 „Der Sonntag“
- Kärntner Kirchenzeitung
- Sonntagsblatt (Diözese Graz-Seckau)
- Kirchenblatt (Vorarlberg)
- Tiroler Sonntag (Diözese Innsbruck)

Kirchenzeitungen (erscheinen monatlich oder quartalsweise)
- Die Saat – evangelische Zeitung für Österreich (Evangelische Kirche A. u. H. B. in Österreich)[11]
- Kirche in Bewegung – Bistumszeitung (Altkatholische Kirche Österreichs)[12]
- Orthodoxe Kirchenzeitung (Orthodoxe Kirchen in Österreich)

Straßenzeitungen (erscheinen monatlich)
- 20er (Tirol)
- Apropos (Salzburg)
- Augustin (Wien)
- Eibischzuckerl (Wiener Neustadt)
- kaz. Kärntner Allgemeine Zeitung (Villach)
- Kupfermuckn (Linz)
- marie (Vorarlberg)
- Megaphon (Graz)
- Uhudla (Wien)

### Medien der österreichischen Volksgruppen
Volksgruppe der Roma und Sinti (deutsch/romanes)
- dROMa – Romani tschib, kultura, politika (deutsch, romanes)
- Mri nevi Mini Multi (Kinderzeitschrift)
- Romani Patrin (Burgenland)
- Romano Centro (Wien)
- Romano Kipo (Wien)

Volksgruppe der Kärntner Slowenen
- Novice – slowenische Wochenzeitung (Kärnten)

Tschechisch- und slowakischsprachige Minderheit
- Vídeňské svobodné listy (österreichweit)

### Fremdsprachige Zeitungen
Spanischsprachige Zeitungen
- Cultura Latina - Magazin für Kultur, Integration und spanische Sprache in Österreich, Deutsch/Spanisch (erscheint dritteljährlich)

Türkischsprachige Zeitungen
- Zeitung Öneri (deutsch: „Vorschlag“) – erste Monatszeitung in türkischer und deutscher Sprache – seit Jänner 1999
- Europa Journal – Haber Avrupa (türkisch; deutsch: Europa Journal) (Tirol, Salzburg, Vorarlberg, Oberösterreich, Niederösterreich, Kärnten und Wien)
- Yeni Hareket (türkisch; deutsch: Neue Bewegung) (Wien)
- Yeni Vatan Gazetesi (türkisch; deutsch: Neue Heimat Zeitung) (Wien)
- Pusula (Kumpas) (Wien)
- Haber Wien (deutsch: Wien Nachrichten) (Wien)
- Yeni Nesil (türkisch; deutsch: Neue Generation) (Wien)
- Yeni Hayat (türkisch; deutsch: Neues Leben) (Graz)
- Gazete Bum (österreichweit)
- Zaman (türkisch; deutsch: Die Zeit) (Wien)

Bosnisch-, kroatisch-, serbischsprachige Zeitungen:
- Bum Magazin (österreichweit)
- KOSMO (BKS; deutsch: Wer sind wir?) (Österreichweit, Schwerpunkt Ostösterreich)
- Novi Glasnik (BKS; deutsch: Neuer Bote) (Wien)
- Becki Informator (BKS; deutsch: Wiener Informator) (Wien)

Englischsprachige Zeitungen
- Vienna Würstelstand

Russischsprachige Zeitungen
- Dawai! (österreichweit)

### Onlinezeitungen
- brutkasten.com, News für Startups in Österreich
- Die Tagespresse, Satire-Website
- express.at
- floo.Magazin, Gesellschaftspolitisches Online-Magazin[13]
- futurezone.at, Technologie & Trends
- leadersnet.at
- leobenNews.at, Regionale Nachrichten Website (Bezirk Leoben – Steiermark)
- Moment.at, Politisches Online-Magazin
- mut-magazin.at, Online-Businessmagazin
- Österreich Journal, pdf-Magazin – seit 1996 Lesestoff aus Österreich für Landsleute im Ausland
- Pannonien TiVi, Tourismus-Webseite für Burgenland und Westungarn
- trendingtopics.eu, Magazin für Startups in Österreich
- oekoreich.com, digitales Öko-Magazin der Stiftung COMÚN[14]
- ZackZack, Politisches Online-Magazin

## Ehemalige Printmedien

### Tageszeitungen
- Arbeiter-Zeitung (1889–1992)
- Bild-Telegraf (siehe auch Wiener Zeitungskrieg)
- Bildtelegramm (siehe auch Wiener Zeitungskrieg)
- Bregenzer Tagblatt
- Compliment (2007–2011)
- Das Kleine Blatt
- Demokratisches Volksblatt
- Deutschösterreichische Tages-Zeitung
- Der Abend (Österreich)
- Die Constitution („Tagblatt für constitutionelles Volksleben und Belehrung“, 1848)
- Der Neue Tag (1919–1920)
- Die Neue (Tirol)
- Die Stunde
- Die Zeit (Wien)
- Express (1958–1971) (siehe auch Wiener Zeitungskrieg)
- Illustriertes Wiener Extrablatt
- Kärntner Grenzruf
- Korso (1997–2010/2011, zuletzt nur mehr als Onlineausgabe), Eigenschreibung korso, „Das nachhaltige. Magazin für Graz und die Steiermark“, Kultur und Politik
- Kärntner Tageszeitung
- Neue Österreichische Tageszeitung
- Neues Österreich
- Neues Wiener Journal (1893–1939)
- Neues Wiener Tagblatt (1867–1945)
- Neue Zeit (Graz, am 27. Oktober 1945 gegründet, eingestellt am 30. April 2001, Reichweite zuletzt ca. 1,3 %; APA-Gründungsmitglied)
- (Die) Neue Zeit (Linz) Zeitung der KPÖ, 1935–1947 und 1945–März 1991 (1991 als „Volksstimme“)[15]
- Neuigkeits-Welt-Blatt
- Oberösterreichisches Tagblatt
- Oberösterreichs Neue
- ok
- Österreichische Zeitung
- Reichspost
- Salzburger Tagblatt
- Neues Salzburger Tagblatt
- Salzburger Volksblatt
- Salzburger Volkszeitung
- Südost-Tagespost (1945–1987; firmierte bis 1951 als Das Steirerblatt)
- Sport
- Täglich Alles
- U-Express (Gratiszeitung)
- Volksblatt (1929–1970)
- Volksstimme (als Tageszeitung)
- Volkswille (KPÖ)
- Volkszeitung (Kärnten)
- Vorarlberger Tagblatt
- Vorarlberger Volksblatt
- Wahrheit (Steiermark, 1948–1971)[16]
- Welt am Abend
- Wiener Zeitung (1703–2023)
- Wirtschaftsblatt (1995–2016)

### Wochenzeitungen und in längeren Abständen erscheinende Zeitungen und Magazine
- 4c – Magazin für Druck & Design (2006–2017)
- Basta
- biber (gesamt Österreich, 2006–2023)
- Burgenland Freizeit (eingestellt 2009)
- CD Austria (bis 2014)
- Consol.at (2000–2013)
- Der Friede (1918–1919)
- Der Reitwagen (Motorradmagazin) (1986–2023)
- Der Volksbote bzw. präsent (1946–1997)
- Extrablatt Österreichs illustriertes Magazin für Politik und Kultur (1977–1982)
- Europäische Rundschau Wien (1973–2020)
- Format (seit 2016 Auftritt mit Trend unter der gemeinsamen Marke)
- Gamers.at (2005–2013)
- Graz im Bild – 14-täglich gratis, von Rudolf Hinterleitner ab 18. Nov. 2005, 2006 an Styria, Aug. 2007 eingestellt
- LAMA, Architekturmagazin der Technischen Universität Graz (2016–2023)
- Machländer Volksbote, unabhängiges Organ für den unteren Mühlkreis, Perg (1895–1929)
- Obersteirische Nachrichten (eingestellt 2018)[17]
- Österreichische Rundschau (1904–1924)
- präsent bzw. Der Volksbote (1946–1997)
- Seitenblicke Magazin (2005–2016)
- SKIP – Das Kinomagazin (1983–2020)
- Sport-Woche (1999–2015)
- TATblatt
- Tiroler Volksbote (1892–1938)
- Wiener Magazin (1927–?)[18]
- Wiener Montag (1912–1918)
- Wiener Montag (1947–1969)
- Wiener Schachzeitung
- Wiener Sonn- und Montags-Zeitung
- Wiener Sport am Montag (1987–2004)
- Wirtschaftswoche
- Wochenblick
- Wochenpresse
- Xpress (früher: Rennbahn-Express; 1968–2013)

## Belege
1. ↑  Medien in Österreich (PDF). Bundespressedienst Österreich, Wien 2014, S. 15f
2. ↑  Letzte Homepage
3. ↑  Impressum Salzburger Nachrichten
4. ↑  Österreichische Media-Analyse MA 19/20, abgerufen am 26. Februar 2021
5. ↑  Österreichische Auflagenkontrolle: Auflagenliste 2020 (PDF; 13 MB), abgerufen am 26. Februar 2021
6. ↑  Österreichische Webanalyse: ÖWA Basic - Einzelangebote 2021 Jänner, abgerufen am 26. Februar 2021
7. ↑  VORchdorfer Tipp
8. ↑  Website
9. ↑  CREATIVE AUSTRIA MAGAZIN » CREATIVE AUSTRIA – Contemporary Culture. In: CREATIVE AUSTRIA – Contemporary Culture. (creativeaustria.at [abgerufen am 18. Juli 2018]).
10. ↑  Zeitschrift Elise. Kooperative Freinet Österreich, abgerufen am 15. Februar 2022.
11. ↑  Katalog der Deutschen Nationalbibliothek DNB, abgerufen am 21. September 2014.
12. ↑  Eintrag im Katalog der Deutschen Nationalbibliothek, abgerufen am 11. Juni 2018
13. ↑  Was ist das floo.Magazin? - Versuchen Österreich zu verstehen. 11. Mai 2021, abgerufen am 7. Oktober 2024 (deutsch).
14. ↑  Führendes Öko-Magazin: Über 1,6 Millionen Menschen lesen bereits oekoreich.com. Abgerufen am 5. Januar 2024.
15. ↑  http://www.linz.at/archiv/bestand/archiv_uebersicht_details.asp?b_id=44;82;387 Archiv der Stadt Linz, Bestand, abgerufen am 3. Januar 2013
16. ↑  Hubert Schmiedbauer: Jubiläum: Wahrheit in Graz gedruckt. KPÖ Steiermark, Januar 1998, abgerufen am 1. Mai 2015.
17. ↑  Obersteirische Nachrichten online lesen, abgerufen am 10. Februar 2025.
18. ↑  Von der Österreichischen Nationalbibliothek digitalisierte Ausgaben: Wiener Magazin (online bei ANNO).